# Blåfallet
Der Blåfallet (norwegisch für Blaufall) ist ein Gletscherbruch im ostantarktischen Königin-Maud-Land. In der Gjelsvikfjellaliegt liegt er in der Umgebung der norwegischen Troll-Station.
Wissenschaftler des Norwegischen Polarinstituts gaben ihm 2007 seinen deskriptiven Namen.